# 吉川吉衞
吉川 吉衞（よしかわ きちえ、1944年 - ）は、新潟県生まれの日本の商学者法学者。大阪市立大学大学院経営学研究科名誉教授。国士舘大学法学部教授を経て、防災・救急救助総合研究所学術研究員（客員教授）。大阪市立大学博士（商学）。

## 人物
企業リスクマネジメント、内部統制システム、コーポレートガバナンスを三位一体と捉えて研究している。定型約款に関する学説は　民法の規定と親和的である。中国福州大学客座教授、日本リスクマネジメント学会元理事長。2023年、瑞宝中綬章受章。
民法学者の吉川吉樹は息子。

## 略歴
- 1967年 中央大学法学部卒業
- 1971年 中央大学大学院法学研究科民事法専攻修士課程修了
- 1973年 中央大学大学院法学研究科博士課程退学

## 主要著書
- 『定型約款の法理―類型づけられた集団的意思のあり方』（成文堂、2019）
- 『企業リスクマネジメント-内部統制の手法として』（中央経済社、2007）
- 『企業価値向上のためのコーポレートガバナンス』（KPMGビジネスアシュアランスと共編著）（東洋経済新報社、2003）
- 『事故와保險의理論―自動車保險에대한法經濟學的考察（事故と保険の理論―自動車保険に関する法経済学的考察）』丁炳大/李秉夾 韓国語訳（大韓民国慶南大学出版部、1998）